# Zasloužilý pracovník ve školství Běloruské republiky
Zasloužilý pracovník ve školství Běloruské republiky (bělorusky Заслужаны працаўнік адукацыі Рэспублікі Беларусь) je čestný titul Běloruské republiky. Udílen je prezidentem republiky zaměstnancům vzdělávacích institucí za zásluhy v jejich práci.

## Pravidla udílení
Čestné tituly, podobně jako další státní vyznamenání, udílí prezident republiky či jiné osoby v jeho zastoupení. Čestné tituly jsou udíleny na základě vyhlášky prezidenta republiky. K jejich udělení dochází během slavnostního ceremoniálu a oceněnému je předáváno potvrzení o udělení ocenění a odznak.
Čestný titul Zasloužilý pracovník ve školství Běloruské republiky je udílen vysoce kvalifikovaným vědeckým a pedagogickým pracovníkům podobně jako dalším zaměstnancům vzdělávacích institucí a školských úřadů, kteří působí v oboru po dobu nejméně patnácti let. Udílen je za zásluhy v pedagogické činnosti, v organizaci školství a za rozvoj školství a vědeckého výzkumu a metodické podpory.